# Alfred de Vigny
Pour les articles homonymes, voir Vigny.
Alfred Victor de Vigny, ou comte de Vigny, né le 27 mars 1797 à Loches et mort le 17 septembre 1863 à Paris 8e, est un écrivain, romancier, dramaturge et poète français.
Figure influente du romantisme français, il écrit parallèlement à une carrière militaire entamée en 1814 et publie ses premiers poèmes en 1822. Avec la publication de Cinq-Mars en 1826, il contribue au développement du roman historique français. Ses traductions versifiées de Shakespeare s'inscrivent dans le drame romantique, de même que sa pièce Chatterton (1835). Son œuvre se caractérise par un pessimisme fondamental, et une vision désenchantée de la société. Il développe à plusieurs reprises le thème du paria, incarné par le poète, le prophète, le noble, Satan ou bien le soldat. Sa poésie est empreinte d’un stoïcisme hautain, qui s’exprime en vers denses et dépouillés, souvent riches en symboles, annonçant la modernité poétique de Baudelaire, Verlaine et Mallarmé.
Alfred de Vigny est né au sein d’une famille issue de la vieille noblesse militaire. Après avoir passé quinze ans dans l'armée sans combattre, il quitte sa vie de garnison monotone pour fréquenter les milieux littéraires parisiens et notamment le Cénacle romantique de Victor Hugo. De 1822 à 1838, il écrit des poèmes (Poèmes antiques et modernes), des romans (comme Stello), des drames (comme la Maréchale d’Ancre) et des nouvelles (Servitude et grandeur militaires) qui lui apportent la célébrité.
En 1838, après une rupture sentimentale avec Marie Dorval et la mort de sa mère, il s'installe pour la première fois au Maine-Giraud, son domaine situé en Charente. Il goûte à la solitude et prend soin de sa femme malade et constamment alitée. De retour à Paris, il se mêle de nouveau à la vie politique et littéraire. Il parvient en 1845 à se faire élire, au bout de la cinquième tentative, à l'Académie française. En revanche, candidat lors des élections de 1848, il échoue à la députation de la Charente.
Par la suite, il effectue plusieurs séjours au Maine-Giraud, avec sa femme pour seule compagnie, mais vit surtout à Paris. Il écrit peu, publie rarement, mais médite et lit beaucoup. Il meurt d’un cancer de l’estomac, après une lente agonie qu’il supporte avec patience et stoïcisme. Son recueil posthume Les Destinées est publié en 1864. Son Journal est révélé en 1867.

## Biographie

### Famille
Fils de Léon Pierre Vigny et de Marie Jeanne Amélie Baraudin, Alfred Victor Vigny naît le 7 germinal an V (27 mars 1797) faubourg de Gergon à Loches.
Gertrude de Vigny, le grand-oncle d'Alfred, est admis chevalier de l'ordre de Malte en 1717.
Son grand-père maternel, Didier de Baraudin, est écuyer et chef d'escadre dans la marine royale ; son manoir du Maine-Giraud, situé près d'Angoulême, n'est pas un fief mais un domaine acheté en 1768.
Son grand-père paternel, Claude Henri (1698-1781), fit en tant que lieutenant carrière au régiment de la marine. L'oncle d'Alfred, Joseph Pierre de Vigny (1742-1812), fut capitaine de vaisseau mais alors qu'il s'était montré, à partir de 1779, brillant capitaine au commandement de la Néréide, il rendit pratiquement sans combattre la frégate l’Hébé en 1782, ce qui lui valut, l'année suivante, une condamnation par le conseil de guerre à 15 ans de prison. La Navy anglaise pendait pour bien moins.
Le père du poète, Léon Pierre (1737-1816), chevalier de Vigny se trouvait d'ailleurs comme « volontaire d'honneur » aux côtés de son frère à bord de l’Hébé lors de sa reddition, et fit tout son possible pour susciter la clémence du conseil de guerre.
À la naissance d'Alfred, c’est un ancien officier vétéran de la guerre de Sept Ans, déjà âgé de soixante ans et infirme, et sa mère, Marie-Jeanne-Amélie de Baraudin est la fille de l’amiral de Baraudin, la cousine de Louis-Antoine de Bougainville et la parente du poète Jean-François Regnard. Âgée de quarante ans, elle a déjà donné naissance à trois enfants, tous morts en bas âge. Alfred incarne le dernier espoir de continuer la lignée.

### Enfance et jeunesse
En 1799, après la fin de la Révolution, les Vigny perdent nombre de leurs propriétés et de leurs revenus,. Alfred n'a pas deux ans que ses parents quittent Loches et s'installent à l'Élysée-Bourbon, alors divisé en logements privés.
Dès son plus jeune âge, Alfred suit une éducation exemplaire, dirigée par sa mère, suivant à la lettre les préceptes de l’Émile : bains glacés, régime sec, exercices physiques, notamment escrime et tir, enseignement des mathématiques, de la musique, de la peinture. Il est l'âme du foyer, objet d'une affection tyrannique. Les murs de l'appartement sont recouverts de portraits de l'enfant. Son père lui fait embrasser la croix de Saint-Louis chaque soir avant de se coucher mais, surtout, en homme du XVIIIe siècle, lui lit des ouvrages classiques et, doué d'un talent de conteur peu commun, il plonge l'enfant dans un passé qu'il embellit certainement. De ces récits naît, chez Vigny, le sentiment d'appartenir à une lignée, d'où l'« importance excessive » qu'il attachera, sa vie durant, à l'« illustration de sa maison ».
En mars 1804, Napoléon ayant fait don de l’Élysée à Murat, les Vigny emménagent au 1, rue du Marché d'Aguesseau, puis ultérieurement au 68, rue du Faubourg-Saint-Honoré. En 1807, il devient pensionnaire à l'institution Hix, rue Matignon, où ses bonnes manières et ses excellentes notes lui attirent l'hostilité de ses camarades. Il y expérimente la solitude. Au lycée Bonaparte, il prépare avec sérieux mais sans enthousiasme Polytechnique. Après la chute de l'Empire, il est affecté, le 6 juillet 1814, à la première Compagnie rouge, celle des gendarmes du roi, avec le grade de sous-lieutenant.

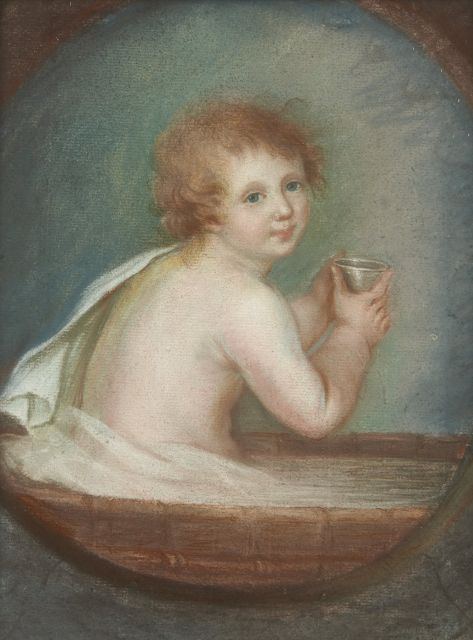
Alfred de Vigny enfant au bain, pastel de sa mère Marie-Jeanne-Amélie de Baraudin, vers 1799
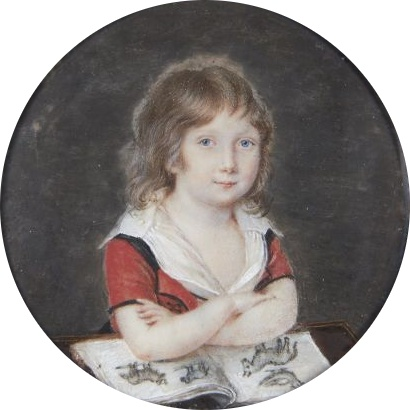
Alfred de Vigny enfant avec un livre d'images, miniature, vers 1805

### Carrière militaire

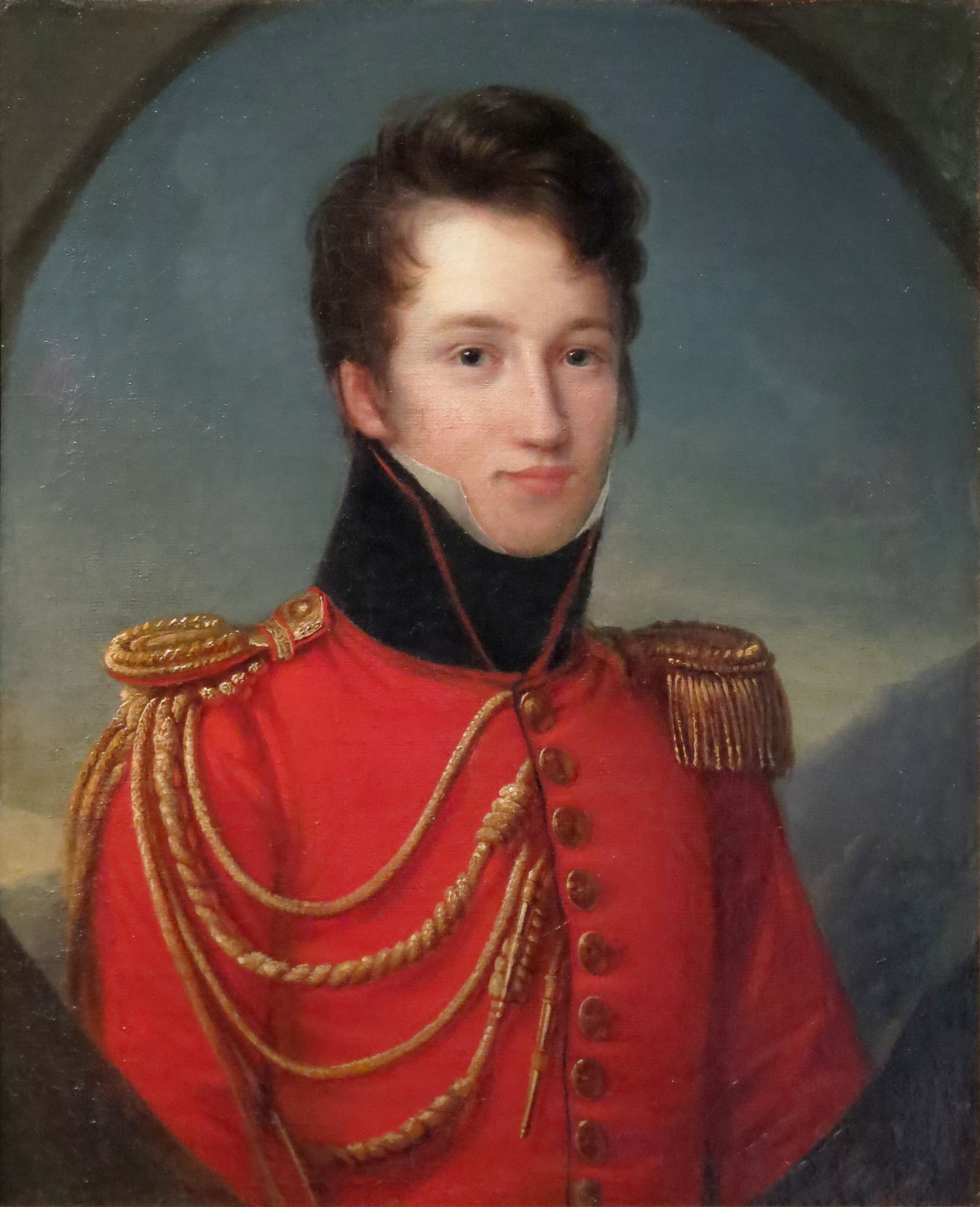
Alfred de Vigny vers l'âge de dix-sept ans en uniforme de sous-lieutenant de la Maison du roi, portrait attribué à François-Joseph Kinson, musée Carnavalet.

Sa carrière militaire dure plus de dix ans et n'est guère exaltante. Blessé au genou lors d'une manœuvre, il escorte néanmoins la calèche de Louis XVIII fuyant le retour de Napoléon pendant les Cent-Jours. En 1816, à la Seconde Restauration, il passe dans l'Infanterie de la Garde royale, au grade de sous-lieutenant. Il végète dans les compagnies rouges, mène la vie de garnison monotone et sans éclat.
En 1822, il est nommé lieutenant titulaire de son régiment, l'équivalent de capitaine. Il espère prendre part à l'expédition d'Espagne en 1823, mais un autre bataillon est désigné pour partir. Toutefois, il sent qu’il peut concrétiser là-bas ses rêves de gloire militaire. Le 55e régiment de ligne étant supposé franchir les Pyrénées, il accomplit les démarches nécessaires à sa mutation.
Lors d'une étape à Angoulême, il prend huit jours de congé pour visiter une de ses tantes, qui a pris possession du Maine-Giraud. Cette distraction compromet ses plans. Lorsqu'il retrouve son régiment à Bordeaux, la guerre d'Espagne est pratiquement finie, Ferdinand VII ayant été rétabli sur le trône. Il ne se passe plus rien jusqu'en 1827, date à laquelle il jette l'éponge et quitte l'armée. Il tire profit de son temps libre pour lire et faire des vers, préparant son entrée dans le monde littéraire.

### La figure du romantisme

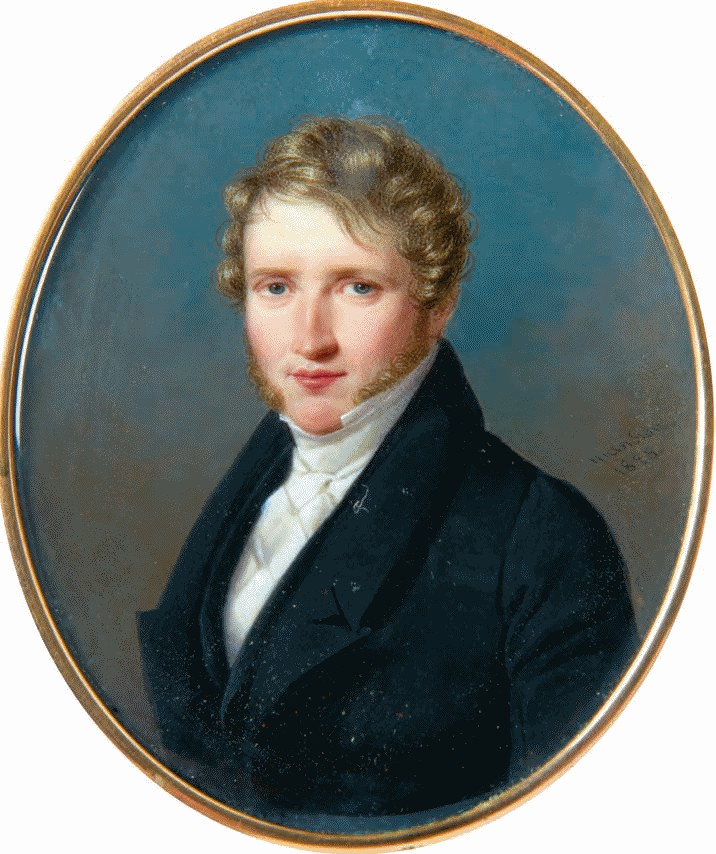
Alfred de Vigny en 1825, miniature d'André-Léon Larue, dit Mansion

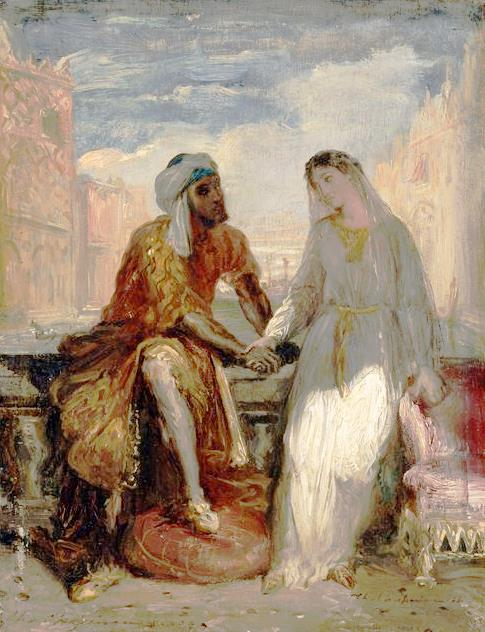
Othello traduit en vers devient Le More de Venise.

Son premier texte publié est un essai sur l'œuvre de Byron, dont les œuvres complètes sont parues en 1820. Le Bal, son premier poème, est publié la même année. Les deux textes paraissent dans le Conservateur littéraire, la revue de Victor Hugo. Vigny le fréquente, ainsi que Charles Nodier, Alexandre Soumet et le reste du Cénacle. Il devient ami de Victor Hugo et publie en 1822 un recueil de poésie, sous couvert d'anonymat. L'ouvrage passe inaperçu. Le 22 octobre de la même année il est témoin du mariage de Hugo avec Adèle Foucher. Il est reçu chez Sophie Gay, désireuse de le voir épouser sa fille Delphine, la « Muse de la patrie », mais Mme de Vigny fait obstacle au projet.
Son « aventure » espagnole est pour lui l'occasion de composer Le Trappiste, Dolorida et Eloa, poèmes bien accueillis qui contribuent à éclairer son nom. En 1824 il collabore à la Muse française, fréquente le salon de Virginie Ancelot et fait la connaissance de Marie de Flavigny, future comtesse d'Agoult. Alors qu'il est en garnison à Bayonne, il s'éprend d'une Anglaise, Lydia Bunbury, qu'il épouse l'année suivante.
En 1826, il s'installe à Paris avec sa femme, et publie Les poèmes antiques et modernes et Cinq-Mars, premier vrai roman historique à la française. Considéré comme le Walter Scott français, il s'essaye également au théâtre, avec une adaptation en vers d’Othello. La première représentation à la Comédie-Française, le 24 octobre 1829, est houleuse, et préfigure celle d'Hernani. Il assiste sagement à la création de la pièce le 25 février 1830, aux côtés notamment de Théophile Gautier et Gérard de Nerval. Un mois plus tard, Christine d’Alexandre Dumas enfonce le clou du théâtre romantique. Après la première du 30 mars, Dumas prie Hugo et Vigny de corriger son texte, ce qui est chose faite dans la nuit même.

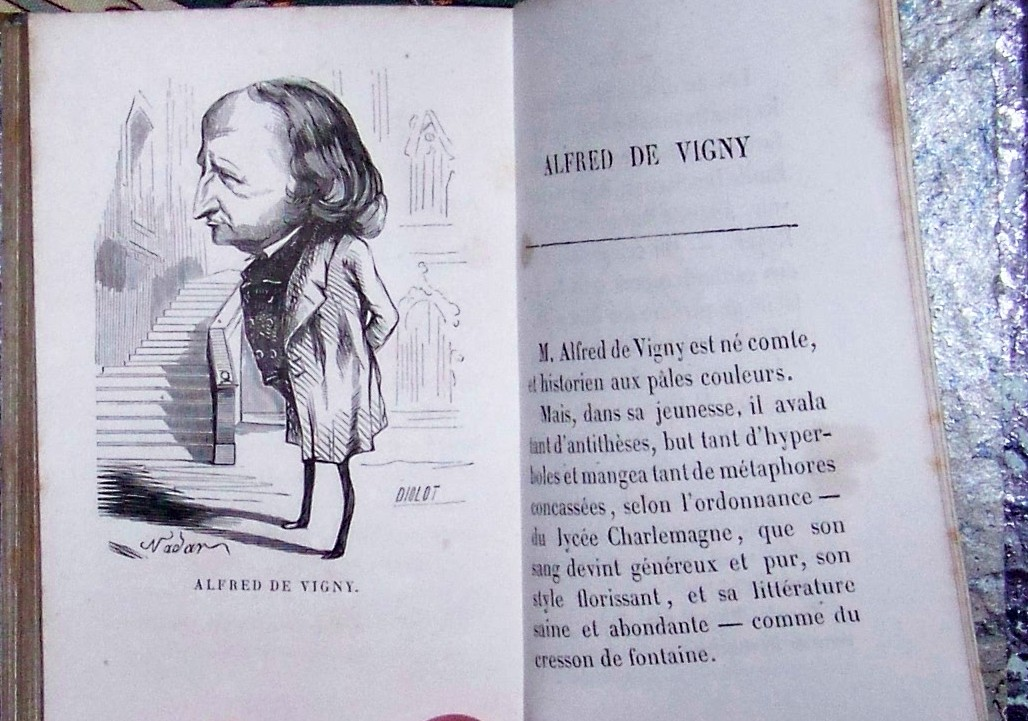
Binettes contemporaines.

### Le dramaturge à succès

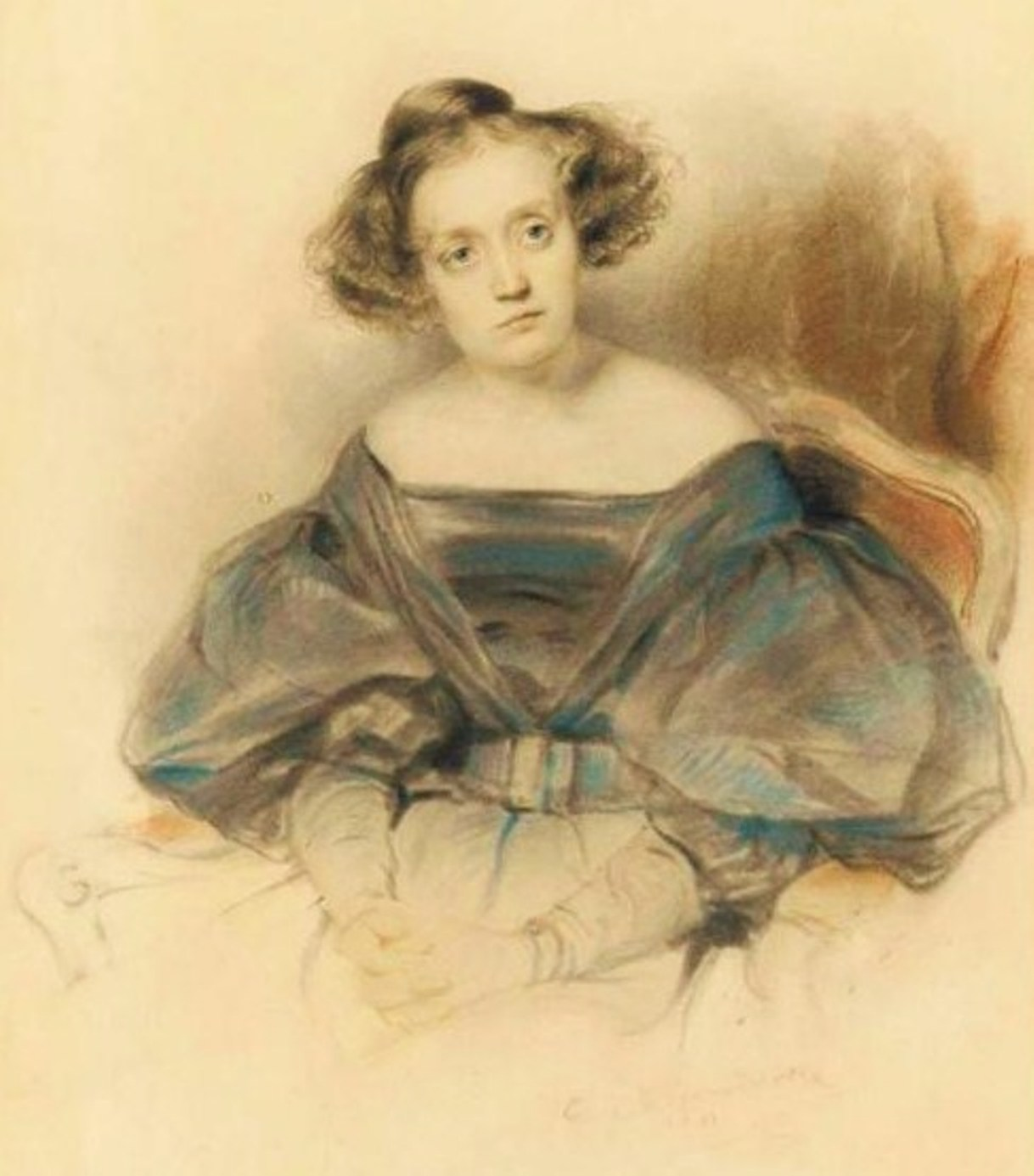
Marie Dorval (par Paul Delaroche en 1831) jouera Kitty Bell dans Chatterton.

Il réagit vivement devant les erreurs répétées des gouvernements de la Restauration. Les ordonnances du ministère Polignac le font douter de la politique. La Maréchale d’Ancre, représentée à l’Odéon le 25 juin 1831, avec laquelle il fait sa véritable entrée au théâtre, exprime ces doutes. À travers ce drame historique, il se prononce pour l'idée de l’abolition de la peine de mort en matière politique. La révolution de Juillet réveillera en lui le pessimisme.
C'est à cette époque qu'il entame une liaison tumultueuse avec Marie Dorval, après lui avoir fait une cour respectueuse. Mais Vigny, d'un tempérament jaloux et possessif, s'accommode mal du mode de vie de l'actrice, sans cesse sur les routes au sein d'une troupe de comédiens ambulants. La promiscuité des chambres fait craindre le pire au poète. Dorval est alors célèbre pour ses rôles dans Antony ou Marion Delorme — drames romantiques par excellence. Comme elle a l'ambition de brûler les planches de la Comédie-Française, il lui écrit Quitte pour la peur (1833), gracieux proverbe qui doit prouver qu'elle peut tout jouer.

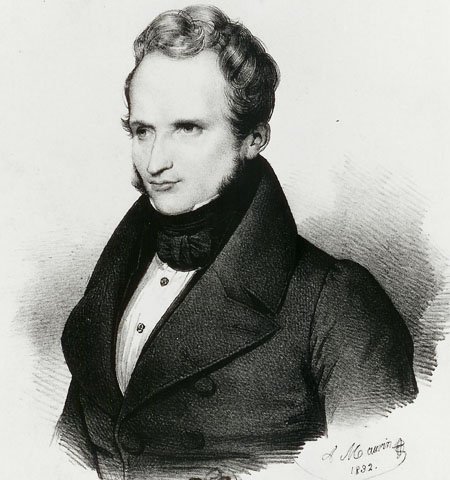
Alfred de Vigny par Antoine Maurin en 1832.

Il écrit ensuite pour elle un drame, cette fois : Chatterton. La pièce, écrite en douze jours et créée le 12 février 1835 à la Comédie-Française, rencontre un succès prodigieux. George Sand, Alfred de Musset, Sainte-Beuve, Maxime Du Camp, Hector Berlioz figurent parmi le public et applaudissent en chœur l'auteur et la comédienne qui triomphe dans le rôle de Kitty Bell. Marie Dorval joue ensuite le rôle dans de nombreuses villes de France où elle défend avec ferveur la pièce de Vigny.

### Désillusions et pessimisme
Chatterton est tiré d'un roman philosophique que Vigny venait de publier : Consultations du Docteur Noir : Stello ou les Diables bleus (1832). Stello est un récit mêlé d’histoire, de philosophie et de roman qui rappelle Laurence Sterne et Diderot. À travers les trois exemples d'André Chénier, Nicolas Gilbert et Thomas Chatterton, Vigny développe, dans un ton amer et désabusé, l'idée que la vie moderne transforme le poète en paria. Le poète est un être à part, un génie malheureux, inadapté au quotidien, que le monde trivial fait souffrir, qui vit dans une profonde solitude. Écrasé par les matérialités de la vie, il est contraint, s'il veut subsister, d'accepter des fonctions utilitaires qui le détournent de sa mission. Cette conception amère de la poésie préfigure la vogue des poètes maudits.
Servitude et Grandeur Militaires (1835), est une autre œuvre en prose. Vigny se penche sur la figure du soldat, autre paria de la vie moderne. Trois récits illustrent la condition humaine du militaire, écartelé par son devoir d'obéissance et sa conscience d'homme libre.
L'avenir semble lui appartenir, mais aux alentours de 1837, tout s'assombrit : la mort de sa mère, sa rupture avec Marie Dorval et des brouilles successives avec ses anciens amis du Cénacle lui font quitter le devant de la scène. Il cesse brusquement de publier, à l'exception de quelques poèmes qui paraissent dans la Revue des Deux Mondes en 1843-44, puis en 1854.

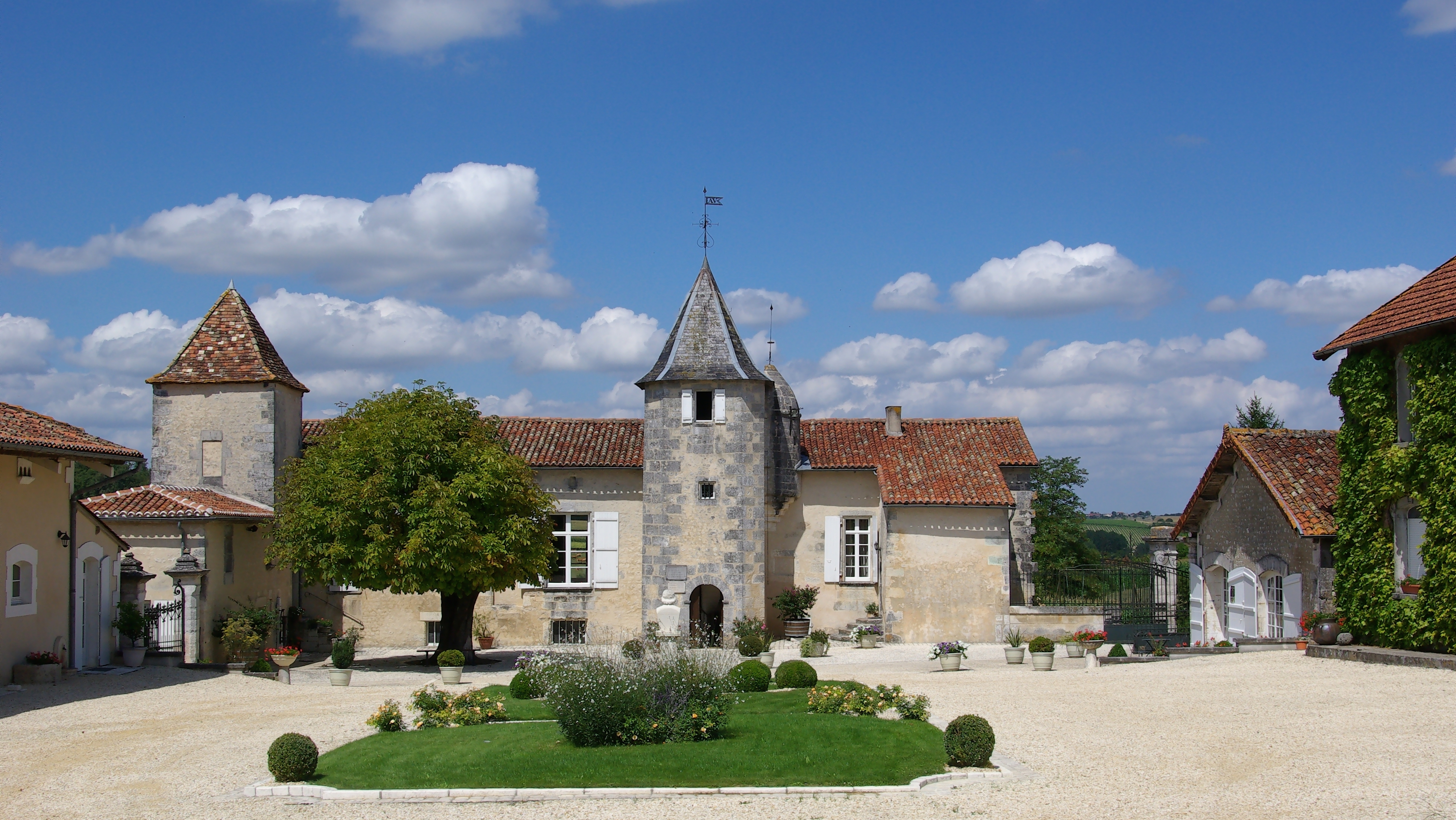
Le Maine-Giraud à Champagne-Vigny, en 2009.

### La retraite au Maine-Giraud
Il fait alors quatre séjours dans son domaine de Charente, le logis du Maine-Giraud à Champagne-de-Blanzac (renommée Champagne-Vigny en 1983), en 1838, 1846, 1848-49 et 1850-53, soit, au total, pendant cinq des vingt-cinq dernières années de sa vie. Là il veille sur sa femme Lydia, quasiment infirme et silencieuse. Au cours de ses passages en Charente, il s’intéresse à la vie du domaine, qu’il restaure et entretient, tandis qu’il poursuit son œuvre, rédigeant une partie de ses Mémoires de famille, puis de ses Mémoires politiques, et travaillant à quelques poèmes. C’est ainsi qu’en 1838 il met au net La Mort du loup dans sa tour du Maine-Giraud; en 1846, il y dresse le plan de La Bouteille à la mer (qu'il termine, au même endroit, en 1853) ; en 1849, il y achève Les Destinées, texte qui donnera son titre au recueil de 1864. Éloigné des salons parisiens, il n'en demeure pas moins attentif à la vie littéraire et politique de son temps. En octobre 1852 il dîne même à Angoulême avec le prince-président Louis-Napoléon qui voyage en province à des fins de propagande (les deux hommes s’étaient rencontrés en 1839, à Londres).

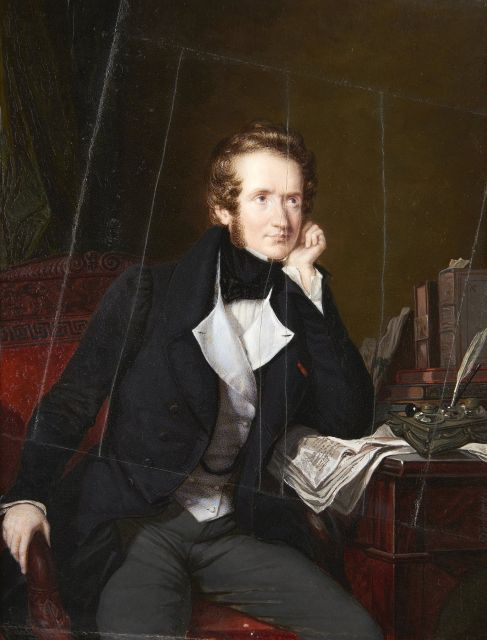
Portrait par Pierre Daubigny, 1836.

Entre ses séjours charentais, Vigny se présente vainement à cinq reprises à l’Académie. Il endure les visites et réceptions des académiciens, pour la plupart hostiles au romantisme et à ses idées. Il est finalement élu le 8 mai 1845. La réception a lieu le 29 janvier 1846. Son discours, célébrant le romantisme, est d'une longueur inhabituelle. De plus, il a refusé de faire, à cette occasion, l'éloge de la « branche cadette » et du roi Louis-Philippe. La réponse de Mathieu Molé est cinglante. Molé critique ouvertement le courant romantique et les œuvres du poète. Il ne se prive pas de nier leur mérite et de condamner leur manque de vérité, ce qui achève de mortifier l'auteur.
S'ensuit une longue dispute entre Alfred de Vigny et Mathieu Molé qui devait présenter le nouvel académicien au roi. Vigny se reclôt chez lui et refuse de siéger à l'Académie. Par trois lettres adressées à son ami le secrétaire perpétuel, il fait comprendre à la Compagnie son silence et son absence, et son refus d'être présenté aux Tuileries en présence de Molé. Pour aller à la rencontre de Vigny chez lui-même, ce dernier avait imposé un mot de passe « Eloa, merveille ! Chatterton, chef-d'œuvre ! ». À la suite d'une lettre de M. de Circourt indiquant que Salvandy, ministre, le charge de transmettre le regret de Louis-Philippe de ne pas avoir vu Vigny, ce dernier consent à une entrevue avec le roi, accompagné par Salvandy de chez lui à Neuilly où l'attendait le roi, le 14 juin 1846.
Le 16 décembre 1847, naît à Paris la future compositrice d'origine irlandaise Augusta Holmès, dont il est le parrain…, mais peut-être aussi le père biologique selon une rumeur persistante.
Le 18 janvier 1849, il échoue à faire élire Balzac à l'Académie malgré le soutien de Victor Hugo. Le poète ne réussit pas davantage à se faire élire député de Charente, après s'être présenté deux fois aux élections en 1848 et 1849.
En octobre 1853, il retourne à Paris. Il revoit le prince-président, rencontré l’année précédente, et devenu Empereur des Français. L'écrivain ne tarde pas à devenir partisan du Second Empire. Il reçoit par ailleurs la visite d'un Barbey d’Aurevilly admiratif et de Charles Baudelaire lors de sa candidature à l'Académie, campagne qui se révèlera désastreuse. Les deux poètes sympathisent. À cette époque, il multiplie les liaisons amoureuses, avec Louise Colet, l'ancienne maîtresse de Flaubert et d’Alfred de Musset, puis avec Elisa Le Breton et enfin avec Augusta Bouvard, toutes deux à peine âgées de vingt ans.
Quelques années plus tard, en décembre 1862, sa femme Lydia Jane Bunbury meurt. Moins d’un an plus tard, Vigny la rejoint. Il souffrait depuis quelques années d’un cancer à l’estomac.

### Le précurseur du roman historique

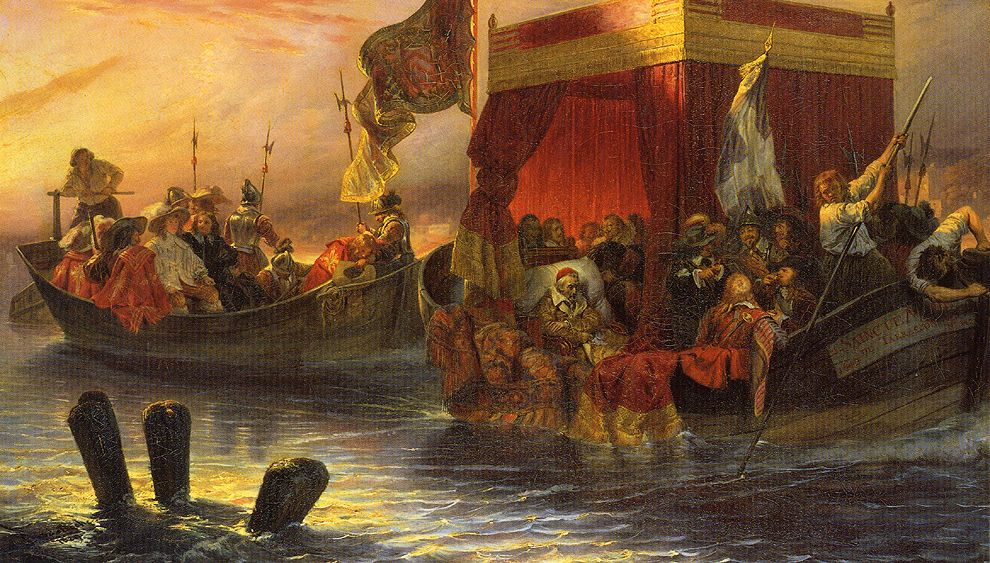
Richelieu traînant ses prisonniers sur le Rhône (1829), y compris Cinq-Mars et De Thou, par Paul Delaroche, Wallace Collection.

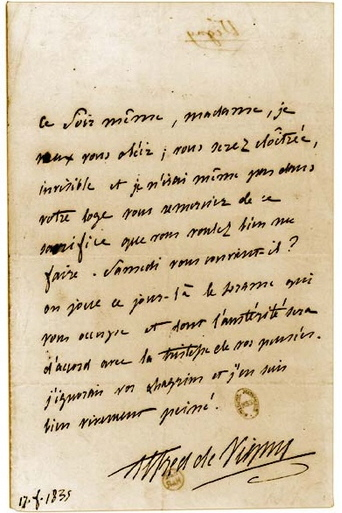
Manuscrit autographe, 1835.

Cinq Mars n'est pas le premier roman historique français. Les Martyrs sont un roman historique de Chateaubriand publié pour la première fois en 1809 et dont l'histoire se déroule sous Dioclétien. De son côté, Victor Hugo, après avoir rédigé Bug-Jargal, l'histoire d'une romance sur fond de révolte des esclaves à Saint-Domingue en 1791 (publié dès 1820), publie en 1823 Han d'Islande, un roman d'inspiration gothique. L'intrigue, située en Norvège en 1699, et les personnages sont conçus à partir « de matériaux historiques et géographiques ». L'idée de Han d'Islande est née des romans de Walter Scott. Les Waverley novels sont traduites par Defauconpret en France dès 1816. La popularité de Scott acquiert une dimension sans équivalent en France et en Europe. Hugo, comme Vigny, puis Balzac et Mérimée, est un héritier de Walter Scott. Il est le premier à s'emparer de cet héritage et à tenter d'adapter les conceptions de l'écrivain écossais au récit français, démarche louée par Vigny : « Vous avez posé en France les fondements de Walter Scott. Votre beau livre sera pour nous comme le pont de lui à nous et le passage de ses couleurs à celles de la France ».
Cette lettre annonce son travail à venir sur Cinq Mars. En même temps qu'il loue le roman de Hugo, Vigny regrette qu'il n'ait pas fait un pas de plus et naturalisé le roman historique aux couleurs de la France. Il considère Han d'Islande comme une étape et une œuvre de transition. Il souhaite créer une œuvre en prose assez large, comparable aux grands poèmes épiques. Dans les romans de Scott, les personnages principaux sont fictifs, l'histoire et les grands hommes apparaissent en toile de fond du récit. Vigny renverse ce choix narratif et place les hommes illustres au premier plan, procédé qui contribue à créer un genre hybride entre le roman et l'histoire, mais aussi à créer un décalage entre le fait historique et l'action.
De fait, Cinq-Mars cristallise l'épineux problème du rapport entre histoire et fiction, et de la vraisemblance narrative. Sainte-Beuve juge le roman « totalement manqué en tant qu'historique ». Il reproche à l'auteur de mal peindre l'histoire — reproche récurrent auquel n'a pas échappé Scott. Il relève, dans cet « ingénieux roman », « calculé comme une partie d'échec », « la fausseté de la couleur, le travestissement des caractères, les anachronismes de ton perpétuels ». Pour être le Walter Scott français, « M. Vigny n'eut jamais, pour réussir à pareil rôle, la première des conditions, le sentiment et la vue de la réalité ».
Vigny publie sa théorie du roman historique dans la troisième édition de Cinq-Mars (1827), dans une préface intitulée « Réflexions sur la vérité dans l'art ». Il défend l'idée d'un récit qui « perfectionne l'évènement pour lui donner une grande signification morale ». Répondant aux critiques qui lui reprochent ses écarts d'imagination et de poésie, il affirme que la liberté qu'il prend avec l'histoire est « la liberté que les Anciens portaient dans l'histoire même », car « à leurs yeux l'histoire était aussi une œuvre d'art » — Clio était la Muse de l'Histoire sous l'Antiquité.
En 1829, il a la paternité du mot lyrisme, dans sa « Lettre à Lord *** sur la soirée du 24 octobre 1829 »,.

### Les poèmes philosophiques
Voir article spécifique concernant Les Destinées, recueil publié en janvier 1864 par Louis Ratisbonne, exécuteur testamentaire d’Alfred de Vigny.

## Réception et postérité
Vigny est d'abord, pour la critique, le poète d'Éloa et de Moïse :

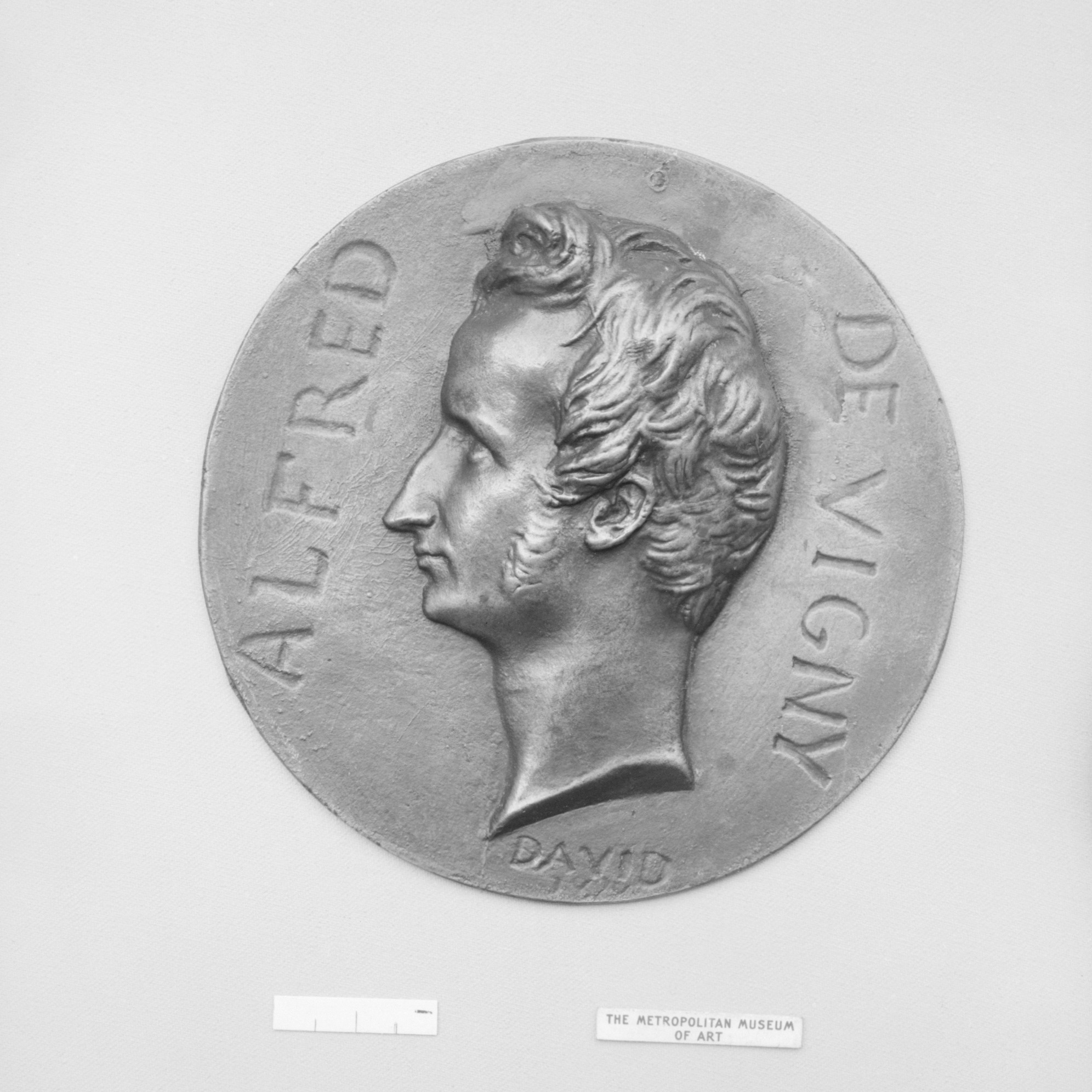
Médaille, 1879.

Sainte-Beuve : « Il est de cette élite de poètes qui ont dit des choses dignes de Minerve. Les philosophes ne le chasseront pas de leur république future », « il a eu le droit de dire à certains jours et de se répéter à son heure dernière : J'ai frappé les astres du front ». Éloa est qualifiée d'« acte de haute poésie », « éclatant produit d'un art tout pur et désintéressé »
Théophile Gautier : « Peu d'écrivains ont réalisé comme Alfred de Vigny l'idéal qu'on se forme du poète », Éloa étant qualifié de « poème le plus beau, le plus parfait peut-être de la langue française ». Gautier apprécie de manière générale « la proportion exquise de la forme et de l'idée ».
Barbey d'Aurevilly : Vigny est « un de ces poètes pour lesquels on donnerait toutes les Académies de la terre ». Pour lui, Vigny « avait résolu le problème éternel manqué par tous les poètes, d'être pur et de ne pas être froid ». Éloa représente « le fond incommutable de son génie », c'est « l'Athalie du romantisme ». Barbey, évoquant Moïse, parle de « grandeur du sentiment et de l'idée », d'« ineffable pureté des images », de la « solennité de l'inspiration », de la « transparence d'une langue qui a la chasteté de l'opale ».
Leconte de Lisle : « La nature de ce rare talent le circonscrit dans une sphère chastement lumineuse et hantée par une élite spirituelle très restreinte, non de disciples, mais d’admirateurs persuadés. (…) De ce sanctuaire sont sortis, avec une discrétion un peu hautaine à laquelle j’applaudis, ces poèmes d’une beauté pâle et pure, toujours élevés, graves et polis comme l’homme lui-même », « l’élévation, la candeur généreuse, la dignité de soi-même et le dévouement religieux à l’art, suffisent à l’immortalité de son nom ».
Gustave Flaubert : « Ça m'a l'air d'un excellent homme, ce bon de Vigny. C'est du reste une des rares honnêtes plumes de l'époque : grand éloge ! Je lui suis reconnaissant de l'enthousiasme que j'ai eu autrefois en lisant Chatterton. (Le sujet y était pour beaucoup. N'importe.) Dans Stello et dans Cinq-Mars il y a aussi de jolies pages. Enfin c'est un talent plaisant et distingué, et puis il était de la bonne époque, il avait la Foi [en l'Art] ! Il traduisait du Shakespeare, engueulait le bourgeois, faisait de l'historique. On a eu beau se moquer de tous ces gens-là, ils domineront pour longtemps encore tout ce qui les suivra. Et tous finissent par être académiciens, ô ironie ! ».

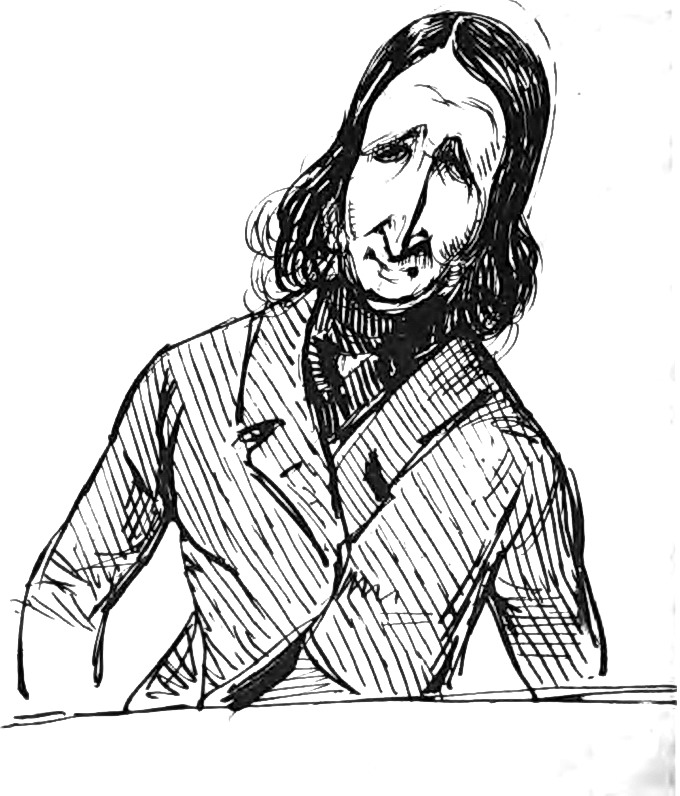
Vigny, croqué par Mérimée, 1879.

Alexandre Dumas : Dans ses mémoires, Alexandre Dumas lui consacre quelques lignes ironiques : « Alfred de Vigny avait peu d’imagination, mais une grande correction de style ; il était connu pour son roman de Cinq-Mars, qui n’aurait qu’un succès médiocre s’il paraissait aujourd’hui, mais qui, dans ce moment de disette littéraire, avait eu beaucoup de vogue. […] [Il] avait fait cinq ou six poèmes charmants, parmi lesquels Eloa et Dolorida. Enfin, il venait de publier une fort touchante élégie sur deux malheureux jeunes gens qui s’étaient suicidés à Montmorency, au bruit de la musique d’un bal ».
Pierre Larousse : « Nul autre, parmi les romantiques, n’est aussi personnel que Vigny : dans la plupart de ses poèmes, il exprime un « moi » hautain et jaloux. Cependant, il se met rarement en scène : il est tantôt Moïse, tantôt Samson, tantôt Jésus même (cf. le Mont des Oliviers), et ses plus belles pièces se présentent presque toutes comme des symboles ; à l’expression de ses sentiments, il donne, en les détachant pour ainsi dire de sa personnalité, une valeur et une portée générales. La solitude, à laquelle condamnent le génie, l’indifférence des hommes, la trahison de la femme), l’impassibilité de la Nature et le silence de la Divinité en présence de nos maux, la résignation stoïque qu’il convient de leur opposer, telles sont les idées maîtresses de ce poète philosophe. Artiste laborieux et chagrin, l’invention verbale lui manque, et la veine, et le souffle. Il n’a fait, d’ailleurs, en tout, qu’une quarantaine de morceaux dont beaucoup sont obscurs, entortillés. Dix ou douze seulement mériteraient de survivre, comme Moïse, la Bouteille à la mer, la Mort du loup, La Maison du berger, le Mont des Oliviers, la Colère de Samson, etc. Mais ceux-là valent ce que la poésie française a produit de plus beau ».
Rémy de Gourmont : « Vigny, au milieu de sa poésie incertaine et techniquement inhabile, a eu le bonheur de créer cinq ou six vers qui sont entrés et qui restent dans toutes les mémoires ; mais quand on se reporte au texte, ils sont trop souvent encadrés d’expressions assez médiocres. Il traîne après lui trop d’images usées, trop de déités, trop de songes livides, trop de savants penseurs et trop de fronts d’albâtre ! Ce romantique l’est vraiment resté bien peu, après avoir devancé dans la forme comme dans l’inspiration presque tous ses contemporains. Il les a influencés tous, et Victor Hugo, pour se faire une philosophie, n’a eu qu’à contredire celle de Vigny. Mais Hugo est tombé dans une grande banalité de pensée. Alfred de Vigny, du moins, n’est jamais banal, sa pensée est toujours haute en même temps que hautaine. On peut détester son parti pris, ses dédains, son mépris ; on ne lui reprochera jamais d’avoir humilié l’esprit, car il a écrit Le Cor, La Maison du berger, La Mort du loup, et, malgré quelques faiblesses de verbe, il y a peu de choses qui soient plus belles ».

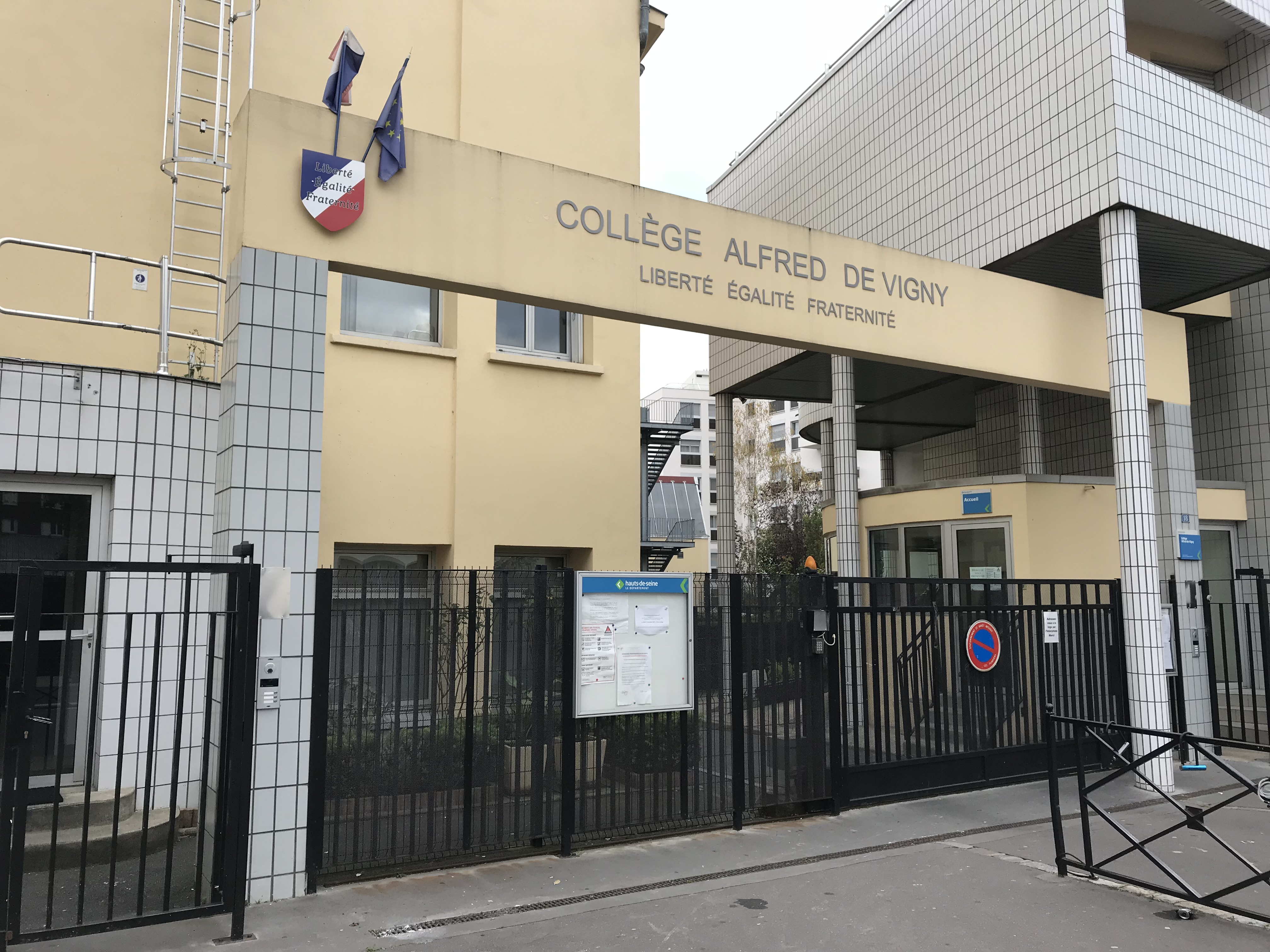
Collège Alfred de Vigny, Courbevoie.

Le jeune Marcel Proust, dans son célèbre questionnaire, déclare que Baudelaire et Vigny sont ses deux poètes préférés, jugement qu'il confirme à la fin de sa vie : « je tiens Baudelaire — avec Alfred de Vigny — pour le plus grand poète du XIXe siècle ». Parlant de La colère de Samson, il relève « l'extraordinaire tension » du poème. L'un des vers de ce poème servira d'épigraphe et fournira le titre de Sodome et Gomorrhe. Pour Proust, le mystère ajoute aux qualités du poète : « Tout aussi bien dans ses poésies calmes Alfred de Vigny reste mystérieux, la source de ce calme et de son ineffable beauté nous échappe ».
L’homme, quant à lui, frappa certains de ses contemporains par son détachement du terre-à-terre et du prosaïque. Sainte-Beuve affirme à Edmond de Goncourt que Vigny « ne comprenait rien à la réalité, il ne la voyait pas. […] Il planait au-dessus du monde réel ».
Alexandre Dumas renchérit : « De Vigny [affectait] l’immatérialité la plus complète » et « ne touchait jamais à la terre par nécessité : quand il reployait ses ailes, et qu’il se posait, par hasard, sur la cime d’une montagne, c’était une concession qu’il faisait à l’humanité. [Il] ne paraissait pas soumis le moins du monde à ces grossiers besoins de notre nature […] Personne n’avait jamais surpris de Vigny à table. Dorval, qui, pendant sept ans de sa vie, avait passé chaque jour plusieurs heures près de lui, nous avouait, avec un étonnement qui tenait presque de la terreur, qu’elle ne lui avait jamais vu manger qu’un radis ! ».
Victor Hugo, de son côté, le qualifie ainsi : « Envieux et jaloux » des succès théâtraux de Marion Delorme et d’Hernani, aggravés par les soupçons de Vigny sur les relations entre Hugo et Marie Dorval.

## Distinction
- Officier de la Légion d'honneur (1856[43]).

## Hommage
- la rue Alfred de Vigny à Paris, Lyon, Courbevoie, Orléans-La Source, Montigny-le-Bretonneux, Saint-Martin-d'Hères, Mourenx, Chalo-Saint-Mars.
- le musée Alfred de Vigny au Maine Giraud
- le lycée Alfred de Vigny à Loches et collège Alfred de Vigny à Courbevoie et  Côteaux-du-Blanzacais.
- la statue d'Alfred de Vigny à Loches et Cambrai.
- la fontaine Alfred de Vigny, boulevard des Pyrénées à Pau.

## Liste chronologique des œuvres

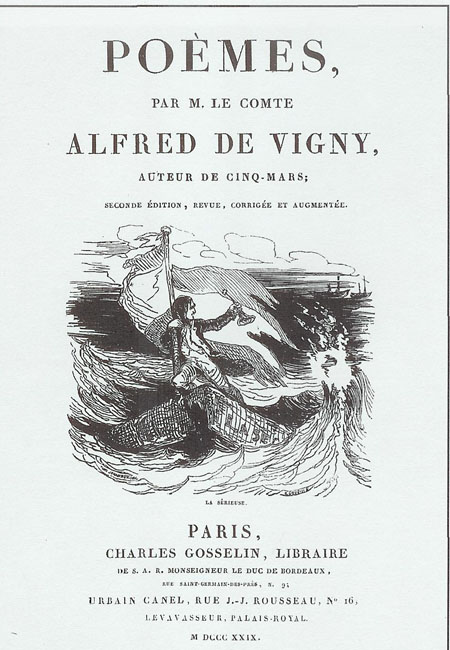
Poèmes antiques et modernes, page de titre de l'édition 1829

- Œuvres complètes de Lord Byron (Premier article.) (1820, Le Conservateur littéraire), article de critique littéraire élogieux sur l'œuvre de Lord Byron.
- Le Bal (1820, Le Conservateur littéraire), premier poème.
- Poèmes (1822), premier recueil de poèmes : 
  - "Héléna"
  - "Le Somnambule"
  - "Symétha"
  - "La Dryade"
  - "La Fille de Jephté"
  - "La Femme adultère"
  - "Le Bain"
  - "Le Bal"
  - "Le Malheur"
  - "La Prison"
- Le Trapiste (sic) (1822 [1ère éd.]; 1823 [2e et 3e éd.]), poème.
- Éloa, ou La Sœur des Anges (1824), poème publié en plaquette.
- Poèmes antiques et modernes (1826 [1ère éd.]), recueil de poèmes :
  - "Le Déluge"
  - "Moïse"
  - "Dolorida"
  - "Le Trappiste"
  - "La Neige"
  - "Le Cor"
- Cinq-Mars ou Une Conjuration sous Louis XIII (1826), roman historique.
- Roméo et Juliette (1828), traduction en vers de la pièce de Shakespeare.
- Shylock (1828), adaptation en vers du Marchand de Venise.
- Poèmes antiques et modernes (1829 [2e et 3e éd.]), comprend tous les poèmes de Poèmes (à l'exception d'"Héléna" et de "Le Malheur") et de la 1ère éd. avec l'ajout des suivants :
  - "Le Bain d'une dame romaine"
  - "Éloa ou la Sœur des Anges"
  - "Madame de Soubise"
  - "La Frégate La Sérieuse"
- Le More de Venise (1829), traduction en vers d'Othello, précédé de la Lettre à Lord ***
- Paris (1831), poème publié en plaquette.
- La Maréchale d'Ancre (1831), drame romantique.
- L'Almeh (Scènes du Désert) (1831) (inachevé).
- Les Amants de Montmorency (1832, Revue des deux mondes), poème.
- Les Consultations du Docteur Noir : Stello ou les Diables bleus : première consultation (1832), roman.
- Quitte pour la peur (1833), comédie proverbe en un acte.
- Servitude et grandeur militaires (1835), recueil de trois nouvelles :
  - Laurette ou le Cachet rouge
  - La Veillée de Vincennes
  - La Vie et la mort du Capitaine Renaud ou la Canne de jonc
- Chatterton (1835), drame romantique.
- Poèmes antiques et modernes (1837 [4e éd.] et 1841 [5e éd.]), reprend la disposition de la 3e éd. avec l'ajout des suivants :
  - "Les Amants de Montmorency"
  - "Paris"
  - "Le Malheur" [5e éd.]
- La Sauvage, La Mort du Loup, La Flûte et Le Mont des Oliviers (1843, Revue des deux mondes), poèmes.
- La Maison du Berger (1844, Revue des deux mondes), poème.
- La Bouteille à la Mer (1854, Revue des deux mondes), poème.
- Les Destinées : poèmes philosophiques (1864), recueil de poèmes (posthume) :
  - "Les Destinées"
  - "La Maison du Berger"
  - "Les Oracles : Destinée d'un roi"
  - "La Sauvage"
  - "La Colère de Samson"
  - "La Mort du Loup"
  - "La Flûte"
  - "Le Mont des Oliviers"
  - "La Bouteille à la Mer"
  - "Wanda : Histoire russe"
  - "L'Esprit Pur"
- Journal d'un poète (1867)
- Œuvres complètes (1883-1885)
- Daphné : seconde consultation du Docteur Noir (1912), laissé inachevé en 1837.
- Mémoires inédits (1958)

## Éditions modernes
- Œuvres complètes - Poésie et théâtre, t. I, éd. François Germain et André Jarry, Gallimard, coll. Bibliothèque de la Pléiade, no. 74, Paris, 1986.
- Œuvres complètes - Prose, t. II, éd. Alphonse Bouvet, Gallimard, coll. Bibliothèque de la Pléiade, no. 76, Paris, 1993.
- Poèmes antiques et modernes - Les Destinées, éd. André Jarry, Gallimard, coll. Poésie, no. 89, Paris, 1973.
- Œuvres poétiques, éd. Jacques-Philippe Saint-Gérand, GF, no. 306, Paris, 1978 (mises à jour en 2021 et 2024).
- Poésies complètes, éd. Auguste Dorchain, Classiques Garnier, Classiques Jaunes, s. Littératures francophones, no. 344, Paris, 2014 (1962).
- Théâtre Complet, éd. Sylvain Ledda et Lise Sabourin, Classiques Garnier, Classiques Jaunes, s. Littératures francophones, no. 785, Paris, 2024 (2018).

- Cinq-Mars, éd. Annie Picherot, coll. Folio Classique, no. 1205, Paris, 1980.
- Cinq-Mars, éd. Sophie Vanden Abeele-Marchal, Le Livre de Poche, coll. Classiques, Paris, 2006.
- Cinq-Mars ou une Conjuration sous Louis XIII, éd. Maxime Revon, Classiques Garnier, Classiques Jaunes, s. Littératures francophones, no. 369, Paris, 2014 (1936).
- Stello - Daphné, éd. Annie Prassoloff, coll. Folio Classique, no. 1733, Paris, 1986.
- Stello, éd. Marc Eigeldinger, GF, no. 1390, Paris, 2008.
- Stello, éd. Sophie Vanden Abeele-Marchal, Classiques Garnier, coll. Bibliothèque du XIXe siècle, no. 65, Paris, 2019.
- Servitude et grandeur militaires, éd. Michel Mohrt, Le Livre de Poche, coll. Nouvelle Approche, no. 4282, Paris, 1989.
- Servitude et grandeur militaires, éd. Patrick Berthier, Folio Classique, no. 2329, Paris, 1992.
- Servitude et grandeur militaires, éd. François Germain, Classiques Garnier, Classiques Jaunes, s. Littératures francophones, no. 506, Paris, 2020 (1965).
- Chatterton - Quitte pour la peur, éd. François Germain, GF, no. 171, Paris, 1999.
- Chatterton, éd. Pierre-Louis Rey, Folio Théâtre, no. 72, Paris, 2001.
- Chatterton, éd. Sylvain Ledda, GF, no. 1631, Paris, 2021.
- Mémoires inédits - Fragments et projets, éd. Jean Sangnier, Gallimard, coll. Blanche, Paris, 1958.
- Correspondance, t. I à VI, Classiques Garnier, coll. Correspondances et mémoires, Paris, en cours de publication depuis 2012.